# Europa a più velocità

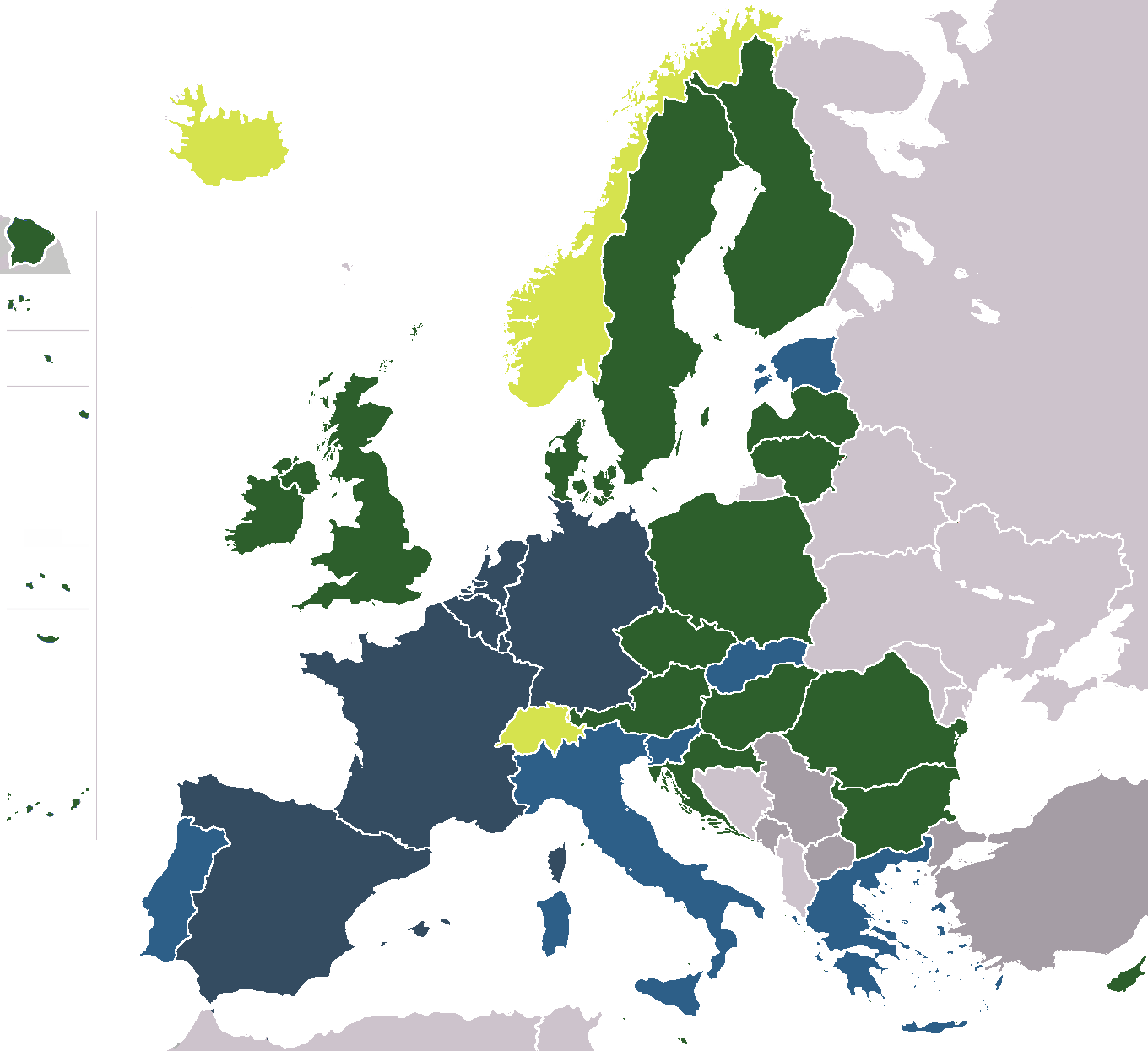
Integrazione Europea a differenti livelli

L'Europa a più velocità o l'Europa a due velocità (chiamata anche Europa a geometria variabile) è l'idea che differenti parti dell'Europa dovrebbero integrarsi a differenti livelli a seconda della situazione politica ed economica in ciascun Paese.

## Storia del termine
L'espressione Europa a geometria variabile venne introdotta nel maggio 1980 in un convegno organizzato a Roma dalla rivista Mondoperaio dal socialista francese Jacques Delors.

## Le ragioni e l'attualità del concetto
Il concetto è stato dibattuto per anni nei circoli politici europei, come un modo per risolvere alcune questioni istituzionali. Il concetto è che più sono i membri nell'unione, più difficile diventa raggiungere il consenso nelle varie questioni e meno probabile è che tutti vogliano avanzare alla stessa velocità nei vari campi.
Forme intermedie potrebbero essere limitate ad alcune aree di stretta cooperazione, come in alcuni esempi storici riportati di seguito. Oggi è anche possibile per un minimo di nove stati membri dell'UE usare la Cooperazione rafforzata, ma questa nuova procedura è stata usata solo una volta. Una seconda proposta, un brevetto europeo unificato, è giunta a compimento (nel dicembre 2010) ma con due stati (Italia e Spagna) sfavorevoli.
Quest'idea è stata recentemente rivista a causa di veri eventi, come per esempio:
- l'Euro con 20 stati membri dell'UE e un altro in ERM II, candidato all'ingresso. Tutti gli stati tranne due (Danimarca e Regno Unito) hanno deciso di aderire con un trattato ma uno dei paesi firmatari, la Svezia, non ha compiuto passi avanti per fare ciò.
- il trattato di Schengen che prevede una frontiera esterna comune per tutti gli stati dell'UE e l'assenza di controlli alle frontiere tra gli stati membri, (attualmente non include Cipro e Irlanda ma include quattro stati terzi, Svizzera, Liechtenstein, Islanda e Norvegia). Si sente spesso dire che l'Irlanda abbia deciso con riluttanza di rimanere fuori dal trattato per evitare la creazione di un confine fisico tra la Repubblica e l'Irlanda del Nord, poiché il Regno Unito si è rifiutato di firmare.[3]
- Altre iniziative limitate ad alcuni stati, come ad esempio l'European Defence Initiative e il Trattato di Prüm.
- L'allargamento dell'UE a 28 stati, con la prospettiva dell'adesione di altri stati (tra cui Turchia e Islanda).
- il Consiglio d'Europa, composto da 47 stati membri.
- la Convenzione Europea che portò alla nascita della Costituzione Europea, firmata nel 2004 dai 25 Capi di Stato, ma che non fu ratificata da tutti i parlamenti nazionali o dalle varie assemblee nazionali e quindi fallì.
- diverse posizioni tra i membri dell'UE su alcune questioni diplomatiche e militari estere.

L'Economist in un articolo del 2004 paragonò le variazioni dell'Europa ad un lago avente molte aree profonde (aree nelle quali gli stati sono simili) e molte parti poco profonde (aree nelle quali gli stati hanno differenze maggiori).

## Panoramica dei gradi d'integrazione per stato
| Panoramica dei gradi d'integrazione degli stati europei |                                                  |                                           |                                 |                                         |
| Stato                                                   | Membro UE / SEE mercato comune                   | NATO / Contingente Eurocorps              | Spazio Schengen firmato/attivo  | Zona Euro accetta /valuta corrente      |
| Germania                                                | 1957                                             | 1955 / 1992                               | 1985/1995                       | 1993/1999                               |
| Francia                                                 | 1957                                             | 1949 / 1992                               | 1985/1995                       | 1993/1999                               |
| Italia                                                  | 1957                                             | 1949 / membro associato                   | 1990/1997                       | 1993/1999                               |
| Belgio                                                  | 1957                                             | 1949 / 1993                               | 1985/1995                       | 1993/1999                               |
| Paesi Bassi                                             | 1957                                             | 1949 / 1° Corpo d'armata tedesco-olandese | 1985/1995                       | 1993/1999                               |
| Lussemburgo                                             | 1957                                             | 1949 / 1996                               | 1985/1995                       | 1993/1999                               |
| Spagna                                                  | 1986                                             | 1982 / 1994                               | 1992/1995                       | 1993/1999                               |
| Portogallo                                              | 1986                                             | 1949                                      | 1992/1995                       | 1993/1999                               |
| Grecia                                                  | 1981                                             | 1952 / membro associato                   | 1992/2000                       | 1993/2001                               |
| Finlandia                                               | 1995                                             | 2023                                      | 1996/2001                       | 1999/2002                               |
| Slovacchia                                              | 2004                                             | 2004                                      | 2004/2007                       | 2004/2009                               |
| Slovenia                                                | 2004                                             | 2004                                      | 2004/2007                       | 2004/2007                               |
| Estonia                                                 | 2004                                             | 2004                                      | 2004/2007                       | 2004/2011                               |
| Lituania                                                | 2004                                             | 2004                                      | 2004/2007                       | 2004/2015                               |
| Lettonia                                                | 2004                                             | 2004                                      | 2004/2007                       | 2005/2014                               |
| Croazia                                                 | 2013                                             | 2009                                      | 2021/2023                       | 2013/2023                               |
| Danimarca                                               | 1973                                             | 1949                                      | 1996/2001                       | 1993/(ERM 1999)                         |
| Bulgaria                                                | 2007                                             | 2004                                      | 2007/2025                       | 2007/(ERM 2021)                         |
| Romania                                                 | 2007                                             | 2004 / membro associato                   | 2007/2025                       | 2007/no                                 |
| Svezia                                                  | 1995                                             | 2024                                      | 1996/2001                       | 1995/no                                 |
| Polonia                                                 | 2004                                             | 1999 / 2022                               | 2004/2007                       | 2004/no                                 |
| Repubblica Ceca                                         | 2004                                             | 1999                                      | 2004/2007                       | 2004/no                                 |
| Ungheria                                                | 2004                                             | 1999                                      | 2004/2007                       | 2004/no                                 |
| Malta                                                   | 2004                                             | no                                        | 2004/2007                       | 2004/2008                               |
| Cipro                                                   | 2004                                             | no (bloccata dalla Turchia)               | 2004                            | 2004/2008                               |
| Austria                                                 | 1995                                             | no / membro associato                     | 1995/1997                       | 1999/2002                               |
| Irlanda                                                 | 1973                                             | no                                        | no (dipendente dal Regno Unito) | 1999/2002                               |
| Regno Unito                                             | 1973-2016                                        | 1949                                      | no (cooperazione dal 1999)      | no (opt-out)                            |
| Norvegia                                                | (SEE 1994)                                       | 1949                                      | 1996/2001                       | no                                      |
| Islanda                                                 | (EEA 1994)                                       | 1949 (non militarizzata dal 2006)         | 1996/2001                       | no                                      |
| Liechtenstein                                           | (EEA 1994)                                       | no (non ha forze militari)                | no                              | no (usa il franco svizzero)             |
| Turchia                                                 | candidata (dal 3/10/2005)                        | 1952 / membro associato                   | no                              | no                                      |
| Macedonia del Nord                                      | candidata (dal 12/12/1999)                       | 2020                                      | no                              | no                                      |
| Montenegro                                              | candidato (dal 17/12/2010)                       | 2017                                      | no                              | 2002 (adottato unilateralmente)         |
| Albania                                                 | candidata (dal 27/06/2014)                       | 2009                                      | no                              | no                                      |
| Serbia                                                  | candidata (dal 01/03/2012)                       | no                                        | no                              | no                                      |
| Ucraina                                                 | candidata (dal 23/06/2022)                       | no                                        | no                              | no                                      |
| Moldavia                                                | candidata (dal 23/06/2022)                       | no                                        | no                              | no                                      |
| Bosnia ed Erzegovina                                    | candidata (dal 15/12/2022)                       | candidata                                 | no                              | (cambio fisso 1998 / adottato nel 2013) |
| Georgia                                                 | candidata (dal 14/12/2023)                       | candidata                                 | no                              | no                                      |
| Svizzera                                                | no / (posto il veto al SEE) Relazioni bilaterali | no                                        | 2005/2008                       | no                                      |
| Monaco                                                  | indirettamente (attraverso la Francia)           | no (non ha forze militari)                | 1995 (attraverso la Francia)    | 2002                                    |
| San Marino                                              | no                                               | no (esercito simbolico)                   | no (confini non presidiati)     | 2002                                    |
| Città del Vaticano                                      | no                                               | no (solo guardie svizzere)                | no (confini non presidiati)     | 2002                                    |
| Andorra                                                 | no                                               | no (non ha forze militari)                | no                              | 2002 (de facto)                         |